# APIS
APIS était un constructeur automobile italien, basé à Palerme, actif au début des années 1900.

## Histoire
APIS a été fondé par le commandeur Eugenio Oliveri, figure éminente de la scène politico-industrielle de Palerme. Sénateur du royaume d'Italie, trois fois maire de Palerme et président de la Cassa di Risparmio. En 1903, il reprit une usine de « construction mécanique avec fonderie » à Pietro Corsi, mais il quitta le poste de directeur technique. L'usine spécialisée dans différents types de construction dont des voitures électriques de 4 à 10 CV, des voitures à essence de 5 à 10 CV avec des moteurs de 1, 2, 4 et 8 cylindres, avec ou sans levier de marche arrière, transmission à cardan et à chaîne, refroidissement par ventilateur (breveté), équipé de toutes les améliorations connues, et voitures à vapeur de 25 à 50 chevaux,.

## Productions
L'entreprise a produit :
- voitures électriques ;
- voitures à essence ;
- voitures à vapeur ;
- chaudières à vapeur ;
- machines d'extraction ;
- conduite de machines ;
- pompes électriques ;
- moteurs hydrauliques ;
- presses hydrauliques ;
- moteurs à gaz.